# تپه فرخ‌آباد
تپه فرخ‌آباد مربوط به دوره ساسانیان است و در شهرستان دهلران، نزدیک روستای متروکه فرخ‌آباد واقع شده و این اثر در تاریخ ۳ بهمن ۱۳۷۹ با شمارهٔ ثبت ۲۹۸۰ به‌عنوان یکی از آثار ملی ایران به ثبت رسیده است.